# Casimir Johannes Prinz zu Sayn-Wittgenstein-Berleburg
Casimir Johannes Ludwig Otto Prince zu Sayn-Wittgenstein-Berleburg (22 de Janeiro de 1917 - 21 de Fevereiro de 2010) foi um nobre, empresário e político alemão da União Democrata-Cristã (CDU). Foi deputado ao Parlamento Europeu de 1979 a 1983.
Sayn-Wittgenstein-Berleburg era o tesoureiro da CDU durante o escândalo de doações da CDU.